# 咸阳文庙
咸阳文庙，又称咸阳孔庙，位于中国陕西省咸阳市渭城区中山街53号，始建于明朝洪武四年（1371年），1962年被辟为咸阳市博物馆（今咸阳博物院），2003年被列为第四批陕西省文物保护单位，2006年被列为第六批全国重点文物保护单位。
咸阳文庙建成后曾多次维修和扩建，现存文庙建筑包括大成殿及东西庑，另有近现代从他处迁来的多座明代建筑。建筑群坐北朝南，共有四进院落，总面积8531平方米，主要建筑有牌楼、一殿（原戟门处）、大成殿（二殿）、三殿（原明伦堂处）、小牌楼、偏院正殿等。主体建筑大成殿面阔五间（21.7米），进深四间（7米），单檐歇山顶。

## 历史沿革
明朝洪武四年（1371年），咸阳县治在县丞孔文郁的主持下，从兴平东迁到渭水驿，后在县治以西兴建咸阳文庙。文庙在随后的宣德三年（1427年）、天顺三年（1459年）、成化十年（1474年）、万历四十三年（1615年）分别进行重修。清朝康熙二十年（1681年），咸阳文庙更建，其后分别在嘉庆二十年（1815年）、同治五年（1866年）和光绪十四年（1888年）进行葺治。
民国初期，将原明洪武四年（1371年）所建咸阳城隍庙的第一道木牌楼迁建于文庙最南端原棂星门的位置，即咸阳博物院的大门牌楼。1943年，咸阳县长刘法钰将文庙戟门拆除。1962年，当地政府在咸阳文庙旧址建立咸阳市博物馆。1963年，将咸阳城隍庙、周四王庙的部分建筑拆迁到原文庙戟门、明伦堂位置，建成文庙一殿和三殿，并在原明伦堂西侧建成偏院正殿和小牌楼。
2003年，咸阳文庙被陕西省人民政府公布为第四批省级文物保护单位。2006年5月25日，咸阳文庙被国务院公布为第六批全国重点文物保护单位。

## 布局

### 古代布局
据《钦定古今图书集成·方舆汇编·职方典 第五百卷·西安府部汇考十 西安府学校考（书院社学附）》记载，咸阳县儒学（咸阳文庙）位于咸阳县治西，由明洪武间县丞孔文郁兴建，天顺二年咸阳知县贾任曾重修。该书成稿于康熙四十五年（1706年），雍正四年（1726年）校成印刷。据该书记载，咸阳文庙包括博文斋、约礼斋、泮池、东庑、西庑、棂星门、戟门、明伦堂、启圣祠、尊经阁、文昌阁、名宦祠、乡贤祠、教谕宅和训导宅等建筑，其中博文斋、约礼斋、大成殿、尊经阁均宽五楹，戟门、明伦堂则宽三楹，博文斋、训导宅已经坍圮，明伦堂已废弃不用，启圣祠位于在大殿西侧，尊经阁在旧城址上，文昌阁在启圣祠前，名宦祠在戟门左，乡贤祠在戟门右，教谕宅在明伦堂西，训导宅两座在教谕宅左右。陕西提学道本为咸阳县儒学置学田30亩，但因受渭水洪灾影响，实际可耕作面积仅剩7亩，夏天可获佃租小麦1石4斗，秋天可获粟谷2石8斗，后补充学田17亩多，共有学田24亩2分，可获7石8斗4升，粟谷12石8斗。